# Denzlingen (stacja kolejowa)
Denzlingen – stacja kolejowa w Denzlingen, w kraju związkowym Badenia-Wirtembergia, w Niemczech. Znajdują się tu 2 perony.